# Anding
För andra betydelser, se Anding (olika betydelser).
Anding är ett stadsdistrikt och säte för stadsfullmäktige i Dingxi i provinsen Gansu i nordvästra Kina. Det ligger omkring 87 kilometer sydost om provinshuvudstaden Lanzhou.
Anding är indelat i två stadsdelsdistrikt, tolv köpingar och sju socknar.
Stadsdelsdistrikt (jiedao):

- Yongdinglu (永定路街道)
- Zhonghualu (中华路街道)

Köpingar (zhen):

- Chankou (馋口镇)
- Chenggouyi (称钩驿镇)
- Fengxiang (凤翔镇)
- Fujiachuan (符家川镇)
- Gejiacha (葛家岔镇)
- Lijiabao (李家堡镇)
- Lujiagou (鲁家沟镇)
- Neiguanying (内官营镇)
- Ningyuan (宁远镇)
- Tuanjie (团结镇)
- Xiangquan (香泉镇)
- Xigongyi (西巩驿镇)

Socknar (xiang):

- Bailu (白碌乡)
- Gaofeng (高峰乡)
- Qinglanshan (青岚山乡)
- Shiquan (石泉乡)
- Shixiawan (石峡湾乡)
- Xingyuan (杏园乡)
- Xinji (新集乡)